# バーバラ・ダリンスキー
バーバラ・ジェーン・ダリンスキー（Barbara Jean Dulinsky, 1928年10月18日 - 1995年3月28日）は、アメリカ合衆国の軍人。アメリカ海兵隊員として曹長まで務めた。ベトナム戦争最中の1967年、サイゴンの南ベトナム軍事援助司令部（MACV）へと配属されたことで、彼女は戦闘地域に勤務した最初の女性海兵となった。

## 経歴
1928年10月18日、カリフォルニア州サンフランシスコにて、父ロス・ダリンスキー（Ross）と母アンナ・ノエル・ダリンスキー（Anna Noel）のもと生を受ける。姉妹が3人いた。
1951年、海兵隊に入隊し、女性部隊である太平洋艦隊付海兵隊本部/支援大隊A中隊（Company A, Headquarters and Service Battalion, FMFPac）に勤務。1950年代には女性海兵の自動車運転技能者が増え、1954年の時点でA中隊には22人の運転手がおり、ダリンスキーは配車係（dispatcher）を務めていた。
ベトナム派遣前にはパリスアイランド新兵訓練所で女性海兵担当の上級訓練教官を務めていた。その後、自主的な志願に基づきベトナムへと派遣され、1967年3月18日にビエンホア空軍基地へと到着したダリンスキーは、歴史上初めて戦闘地域に勤務する女性海兵となった。
その後、サイゴンの南ベトナム軍事援助司令部（MACV）付J3（作戦担当幕僚部）に配属され、機密文書の管理責任者を務めた。1968年1月30日のテト攻勢にも居合わせた。1968年4月にベトナムでの勤務を終えた。
元同僚で友人でもあったミッツィ・マニング（Mitzi Manning）によれば、海兵としてのダリンスキーは「無愛想な上級下士官の典型」であり、非常に厳しい教官でもあったが、同時にそうした性質の裏には「海兵隊で目にしたうちでもっとも知的かつ才能に満ちた女性の姿があった」と評している。プライベートではボニー・ジェーン2号（Bonnie Jean II）と名付けたヨットを所有し、ミンディ（Mindy）というシャム猫とともに、絵を描いて過ごしていたという。
1974年に海兵隊を除隊し、しばらく故郷サンフランシスコで過ごした後、ワシントン州ケントに移った。1995年、老衰により66歳で死去した。